# Кентфілд (Каліфорнія)
Кентфілд (англ. Kentfield) — переписна місцевість (CDP) в США, в окрузі Марін штату Каліфорнія. Населення — 6808 осіб (2020).

## Географія
Кентфілд розташований за координатами 37°56′8″ пн. ш. 122°33′32″ зх. д. / 37.93556° пн. ш. 122.55889° зх. д. (37.935426, -122.558794).  За даними Бюро перепису населення США в 2010 році переписна місцевість мала площу 7,88 км², з яких 7,84 км² — суходіл та 0,04 км² — водойми.

### Клімат
| Клімат : Кентфілд       | Клімат : Кентфілд | Клімат : Кентфілд | Клімат : Кентфілд | Клімат : Кентфілд | Клімат : Кентфілд | Клімат : Кентфілд | Клімат : Кентфілд | Клімат : Кентфілд | Клімат : Кентфілд | Клімат : Кентфілд | Клімат : Кентфілд | Клімат : Кентфілд | Клімат : Кентфілд |
| Показник                | Січ.              | Лют.              | Бер.              | Квіт.             | Трав.             | Черв.             | Лип.              | Серп.             | Вер.              | Жовт.             | Лист.             | Груд.             | Рік               |
| Абсолютний максимум, °C | 26,1              | 28,9              | 32,8              | 36,1              | 38,9              | 43,3              | 44,4              | 41,1              | 42,2              | 38,3              | 31,7              | 26,1              | 44,4              |
| Середній максимум, °C   | 12,8              | 15,5              | 17,9              | 20,2              | 23,1              | 26,2              | 28,2              | 27,9              | 27,3              | 23,4              | 16,8              | 12,7              | 21,4              |
| Середня температура, °C | 8,9               | 10,8              | 12,4              | 14,0              | 16,3              | 18,6              | 19,9              | 19,8              | 19,3              | 16,6              | 12,1              | 8,9               | 14,8              |
| Середній мінімум, °C    | 5,2               | 6,2               | 6,8               | 7,8               | 9,4               | 11,1              | 11,7              | 11,7              | 11,2              | 9,8               | 7,4               | 5,2               | 8,6               |
| Абсолютний мінімум, °C  | −7,8              | −6,1              | −4,4              | −1,7              | 0,6               | 2,8               | 2,8               | 2,8               | 1,1               | −2,2              | −3,9              | −8,3              | −8,3              |
| Днів з дощем            | 11,4              | 11,2              | 10,4              | 5,7               | 3,4               | 1,0               | 0,1               | 0,3               | 1,3               | 3,8               | 8,5               | 11,8              | 68,9              |
| ----------------------- | ----------------- | ----------------- | ----------------- | ----------------- | ----------------- | ----------------- | ----------------- | ----------------- | ----------------- | ----------------- | ----------------- | ----------------- | ----------------- |
| Джерело: NOAA           |                   |                   |                   |                   |                   |                   |                   |                   |                   |                   |                   |                   |                   |

## Демографія
Згідно з переписом 2010 року, у переписній місцевості мешкало 6485 осіб у 2572 домогосподарствах у складі 1840 родин. Густота населення становила 823 особи/км².  Було 2758 помешкань (350/км²).
Расовий склад населення:
| - 91,1 % — білих - 3,5 % — азіатів - 0,5 % — чорних або афроамериканців - 0,2 % — корінних американців - 0,1 % — вихідців з тихоокеанських островів - 1,5 % — осіб інших рас |

До двох чи більше рас належало 3,2 %. Частка іспаномовних становила 4,6 % від усіх жителів.
За віковим діапазоном населення розподілялося таким чином: 25,6 % — особи молодші 18 років, 54,9 % — особи у віці 18—64 років, 19,5 % — особи у віці 65 років та старші. Медіана віку мешканця становила 47,0 року. На 100 осіб жіночої статі у переписній місцевості припадало 91,1 чоловіків;  на 100 жінок у віці від 18 років та старших — 86,0 чоловіків також старших 18 років.
Середній дохід на одне домашнє господарство  становив 278 189 доларів США (медіана — 167 708), а середній дохід на одну сім'ю — 341 577 доларів (медіана — 223 160). Медіана доходів становила 176 678 доларів для чоловіків та 94 565 доларів для жінок. За межею бідності перебувало 5,1 % осіб, у тому числі 4,7 % дітей у віці до 18 років та 3,6 % осіб у віці 65 років та старших.
Цивільне працевлаштоване населення становило 3104 особи. Основні галузі зайнятості: освіта, охорона здоров'я та соціальна допомога — 24,1 %, науковці, спеціалісти, менеджери — 22,3 %, фінанси, страхування та нерухомість — 14,9 %.